# Sio (langue)
Le sio (ou sigawa) est une des langues ngero-vitiaz parlée par 3 500 locuteurs dans la province de Morobe, district de Wasu, sur le continent près de l'île Sio.